# 330e régiment d'infanterie territoriale
Le 330e régiment d'infanterie territoriale est un régiment d'infanterie de l'armée de terre française qui a participé à la Première Guerre mondiale.

## Historique des garnisons, combats et batailles du330eRIT

### Première Guerre mondiale

#### Affectations
- 103e Division d'Infanterie Territoriale d'août 1915 à mars 1916

## Drapeau
Il ne porte aucune inscription.

## Sources et bibliographie
- Historique du 330e régiment d'infanterie territoriale : 2 aout 1914-11 novembre 1918, Marmande, Lagacherie, 1920, 8 p., lire en ligne sur Gallica.